# Martin Hanke (Historiker)

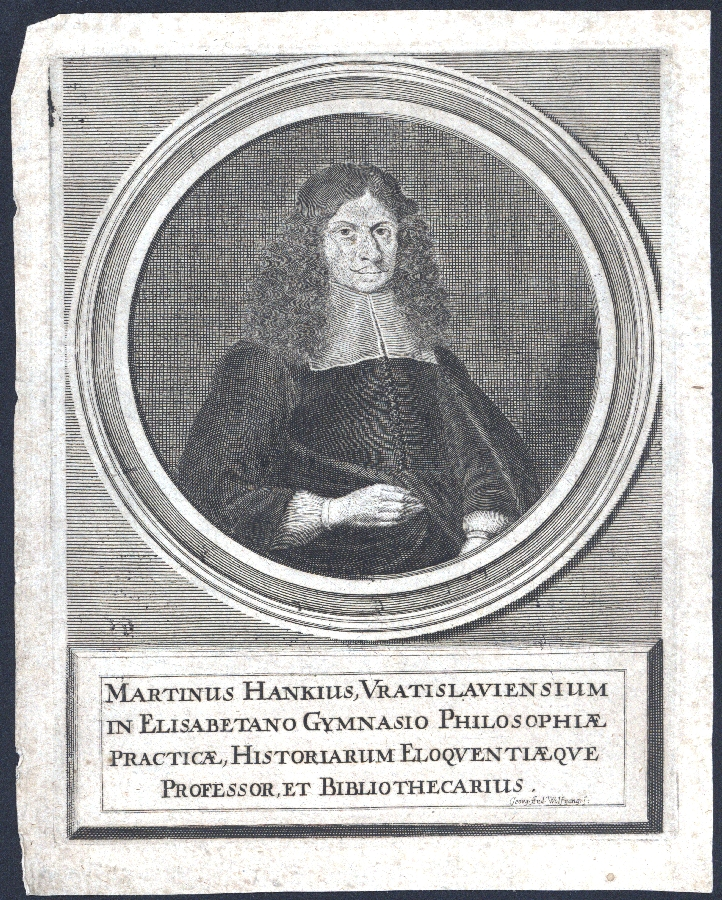
Martin Hanke

Martin Hanke (auch teilweise Hancke; * 15. Februar 1633 in Borne im Weichbild Neumarkt, Erbfürstentum Breslau; † 20. April 1709 in Breslau) war ein deutscher Schulrektor und Historiker, der sich um die Erforschung der Geschichte Schlesiens Verdienste erwarb.

## Leben
Der Sohn eines evangelischen Pfarrers erwarb am Elisabethanum in Breslau für wissenschaftliche Leistungen seine Grundlagen, weshalb er dann auch an der Universität Jena (etwa seit 1652) bald als Magister Vorlesungen halten und disputieren konnte. Auch erwarb er den Titel eines kaiserlichen Poeta laureatus. Als Hofmeister eines Herrn v. Wangenheim in das Haus des berühmten Mathematikers Erhard Weigel gekommen, erlangte er durch seine Wissenschaftlichkeit solches Ansehen, dass ihn Ernst I. (Herzog von Sachsen-Gotha-Altenburg) nach Gotha berief, um als Lehrer in der Selecta des dortigen Gymnasiums zu wirken.
1661 wurde er als Lehrer der Moral, Geschichte und Beredsamkeit ans Elisabeth-Gymnasium berufen. Er wurde dann 1670 Prorektor und 1688 Rektor des Elisabethanums und Inspektor des gesamten Schulwesens der Stadt. Ein Zeugnis für seine Unterrichtsweise sind seine von Schönborn 1853 herausgegebenen „Bemerkungen von dem Lateinreden der studirenden Jugend zu Breslau“. Bedeutend wirkte er auch als Schriftsteller. Abgesehen von seinen poetischen Arbeiten, zu denen auch Schuldramen gehörten. Besondere Anerkennung brachten ihm seine Arbeiten zur Geschichte Schlesiens, die meist erst in den letzten Jahren seines Lebens erschienen.
Sein in manchen Schriften hervortretendes Bemühen, den Nachweis zu liefern, dass Schlesien ursprünglich ganz deutsch gewesen, muss als misslungen gelten. In Holland, England, Frankreich nannte man ihn mit Ehren; Leopold I. (Kaiser) beschied ihn schon 1679 an seinen Hof und ließ ihm die Stelle eines kaiserlichen Bibliothekars antragen, und als er diese, weil er nicht katholisch werden wollte, abgelehnt hatte, wurde er doch in Gnaden und mit reichen Geschenken entlassen. Bei einfacher Lebensweise erreichte er das hohe Alter von 76 Jahren, ohne dass er das Rektorat abgeben musste. Sein Nachfolger des Elisabetanums wurde 1709 Gottlob Krantz.

## Werke
- De rerum Romanarum Scriptoribus (1669)
- De Byzantinarum rerum Scriptoribus 1679
- De Silesiorum majoribus antiquitates 1702
- De Silesiae rebus 550–1170 exercitationes (1705)
- De Silesiae indigenis eruditis (1707)
- De Silesiae alienindigenis eruditis (1707)